# Václav Praupner

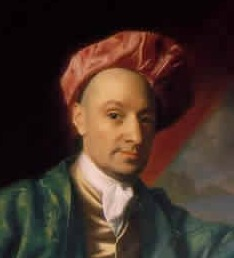
Václav Praupner

Václav Josef Bartoloměj Praupner (* 18. August 1745 in Leitmeritz, Böhmen; † 1. April 1807 in Prag) war ein tschechischer Komponist.

## Leben und Wirken
Václav Praupner erhielt Orgel-, Violin- und Gesangsunterricht am Venceslaus-Gymnasium in Prag, wo er zeitweise „Regens Chori“ war. Danach studierte von 1763 bis 1766 Theologie und Philosophie. In dieser Zeit nahm er weiteren Violinunterricht bei Franz Joseph Werner (1710–1768). Nach seiner Studienzeit, war er Hauslehrer und Kapellmeister in mehreren Adelshäusern unter anderem beim Grafen Franz Anton Nostitz. Seine Organistenausbildung erhielt er bei Josef Seger. Später Chorregent an verschiedenen Prager Kirchen, zuletzt an der Kreuzherrenkirche. Praupner wurde Musikdirektor am Nostitzschen Nationaltheater, wo unter seiner Leitung Mozarts „Die Entführung aus dem Serail“ aufgeführt wurde. Von 1794 bis 1807 leitete er das Orchester italienischen Theaters und wurde 1803 erster Dirigent der Prager Tonkünstler Sozietät.
Sein bekanntestes Werk war das Melodram Circe (1789), für eine Aufführung gibt es bislang keine Hinweise. Außerdem komponierte er zahlreiche kirchenmusikalische Werke (2 Requiem, Messen, Motetten) und weitere Werke. Eventuelle Instrumentalwerke lassen sich nicht sicher zuordnen und stammen möglicherweise von seinem jüngeren Bruder Jan Josef Praupner (1751–1818).